# Tapete Balúchi
O tapete Balúchi é um tipo de tapete persa. Ao contrário do que seu nome indica, não é fabricado no Baluchistão, mas no Coração oriental e no oeste do Afeganistão, por tribos balúchis.

## Descrição
O tapete Balúchi é sobretudo um tapete de oração. O aspecto geral do nicho é a única característica comum destes tapetes; as ornamentações usadas são extraordinariamente variadas. O motivo mais comum é uma cúpula de mesquita de cada lado do nicho. Algumas peças representam uma árvore da vida, e outras têm uma decoração muito esquemática, com losangos coloridos.
Os tapetes Balúchi que não são de oração apresentam também uma grande variedade de ornamentos, e de motivos emprestados de outras procedências, como o gül ou o minah-khani.
As cores mais utilizadas são: o vermelho e o azul para o campo e os motivos, assim como o bege (cor de pelo de camelo). O branco também é muito usado, até o ponto de, em alguns casos, romper a harmonia geral do tapete. Enquanto que nas bordas e nos motivos, as cores mais comuns são: o amarelo e o laranja.